# Сираково (Врачанская область)
Сираково (болг. Сираково) — село в Болгарии. Находится в Врачанской области, входит в общину Борован. Население составляет 280 человек.

## Политическая ситуация
В местном кметстве Сираково, в состав которого входит Сираково, должность кмета (старосты) исполняет Цветан Петков Димитров (ПБСД) по результатам выборов правления кметства.
Кмет (мэр) общины Борован — Петыр Тодоров Цветковски (Болгарская социалистическая партия (БСП)) по результатам выборов в правление общины.